# Everything Must Change (Paul Young)
Everything Must Change è un singolo del cantante britannico Paul Young, pubblicato il 26 novembre 1984 ed estratto dal secondo album in studio The Secret of Association. In Nord America è stato distribuito soltanto un anno dopo, in seguito al successo ottenuto da Everytime You Go Away.

## Classifiche
| Classifica (1984-86) | Posizione massima |
| -------------------- | ----------------- |
| Australia            | 27                |
| Belgio (Fiandre)     | 25                |
| Canada               | 46                |
| Germania             | 28                |
| Irlanda              | 6                 |
| Nuova Zelanda        | 42                |
| Paesi Bassi          | 23                |
| Regno Unito          | 9                 |
| Stati Uniti          | 56                |